# Der Todesfluch der brennenden Hexe
Der Todesfluch der brennenden Hexe (Originaltitel: I lunghi capelli della morte, italienisch für Die langen Haare des Todes) ist ein italienischer Horrorfilm aus dem Jahre 1964. Unter der Regie von Antonio Margheriti spielen Barbara Steele und Giorgio Ardisson die Hauptrollen.

## Handlung
Mitteleuropa gegen Ende des 15. Jahrhunderts: Adele Karnstein wird der Hexerei und des Mordes an dem über die Region herrschenden Grafen Franz angeklagt und auf der Burg des Adeligen eingekerkert. Adele hat zwei Töchter: eine jüngere namens Lisabeth und eine weitere, Helen Rochefort, die sich sofort beim Bruder des ermordeten Grafen für ihre Mutter verwendet, da sie von der Unschuld ihrer Mutter überzeugt ist. Sie nimmt an, dass jemand auf dem Schloss sehr viel größeres Interesse am Tode von Graf Franz hatte. Franzens Bruder will Helens Vermutung nicht ganz beiseite wischen und vertröstet Helen. Adeles Verbrennungstod auf dem Scheiterhaufen ist jedoch längst beschlossene Sache, doch nur er entscheidet, wann. Und so vertröstet er Helen und verlangt von ihr, dass sie sich ihm in der Zwischenzeit hingibt. 
Franzens Sohn Kurt hat jedoch gute Gründe, nicht allzu lange auf des Vaters Hinrichtungsbefehl zu warten, und befiehlt auf eigene Faust, den Scheiterhaufen zu entzünden. Die kleine Lisabeth wird von der gräflichen Dienerin Grumalda dazugeholt und muss mit ansehen, wie ihre Mutter in den Flammen verglüht. Ehe sie stirbt, stößt die Verdammte wilde Verwünschungen und Flüche über die an ihrem Brandtod Schuldigen und die Dorfbewohner aus. Am letzten Tag des ausgehenden Jahrhunderts sollen als Letzte auch alle Humboldts sterben. Helen, die nun das Schlimmste für sich und Lisabeth befürchtet, versucht zu entfliehen, wird aber von dem gräflichen Bruder eingeholt und an einer Klippe tief in einen Fluss gestürzt. Grumalda fegt die Asche der angeblichen Hexe Adele zusammen und beerdigt diese mit dem Leichnam Helens an einer Grabstelle, damit wenigstens Lisabeth, die auf dem Schloss leben soll, einen Platz für ihre stille Trauer bekommen kann. 
Etwa zehn Jahre später: Lisabeth, inzwischen eine junge Frau, die ihrer Mutter aufs Haar gleicht, wächst auf dem Humboldt-Schloss auf. Kurt hat ein Auge auf sie geworfen und bedrängt sie massiv, aber sie wehrt sich gegen seine Zudringlichkeiten. Der alte Graf befiehlt seinem Sohn, sich von Lisabeth fernzuhalten. Dieser eröffnet daraufhin im Streit seinem Vater, dass in Wahrheit er und nicht Adele dessen Bruder Franz, seinen Onkel, getötet hat, da Franz damit gedroht hatte, ihn zu enterben und Kurt das ganze Erbe – Titel, Herrschaftsanspruch und Schloss – für sich haben will. Der alte Graf beschimpft Kurt als Mörder und wirft ihn aus dem Zimmer. Dennoch gelingt es Kurt später, den Grafen, der in großer Furcht vor dem Fluch der Hexe lebt und seinen Tod kommen fühlt, zu überzeugen, ihm die Erlaubnis zu geben, Lisabeth zu heiraten, da nur so die Macht des Fluches gebrochen werden könne. So wird Lisabeth gezwungenermaßen die Frau von Kurt, macht ihm aber klar, dass er dennoch nur ihren Körper, aber niemals ihre Liebe besitzen könne.
Adeles Fluch scheint sich zu bewahrheiten, denn die Pest wütet allenthalben. Das Volk beginnt den Humboldts, die sich zum Schutz vor der Seuche hinter ihre Schlossmauern zurückgezogen haben, die Schuld für die Plage zu geben und ist kurz davor, die Burg zu stürmen. Gleichzeitig beschwört Lisabeth ihre tote Schwester an deren Grab, ihr gegen ihren Mann beizustehen, da sie sich nun, als seine Ehefrau, alleine nicht mehr gegen Kurt wehren könne. Während einer Sühnemesse in der Schlosskapelle, bei der der Priester und Hofmarschall Von Klage Passagen aus der Apokalypse rezitiert, zieht ein starkes Gewitter auf. Die Dorfbewohner hoffen, der Regen würde die Epidemie endlich beenden. Infolge eines Blitzeinschlags erwacht Helen von den Toten und steigt aus ihrem Grab heraus. Unvermittelt erscheint die Totgeglaubte in der Kapelle, und der alte Graf erschrickt sich wortwörtlich zu Tode. In dem Moment fällt auch Helen ohnmächtig zu Boden. Später gibt sie ihren Namen mit Mary an und sagt, sie habe einen Kutschenunfall gehabt. Sie wird bis zu ihrer Genesung als Gast im Schloss aufgenommen. Kurt verliebt sich Hals über Kopf in die rätselhafte Fremde, und sie scheint seine Liebe zu erwidern. In nur wenigen Tagen hat „Mary“ derart viel Macht über Kurt gewonnen, dass sie ihn sogar dazu anstiften kann, Lisabeth zu vergiften. Gemeinsam tragen sie die Leiche in die Familienkrypta im Keller der Burg.
Der letzte Tag des Jahres 1499 ist angebrochen. Man beginnt auf dem Schloss Vorbereitungen zu treffen, sowohl den Übergang ins kommende Jahrhundert, wie auch das tatsächlich eingetretene Ende der Seuche entsprechend zu feiern. Dabei greift der Hofmarschall und Priester auf eine alte Tradition zurück: Eine große, aus Weiden geflochtene Puppe wird angefertigt und die abgeschnittenen, titelgebenden langen Haare – Symbol für die Vergänglichkeit alles Irdischen – der Pest-Überlebenden an der Figur befestigt. Kurt beginnt derweil Visionen zu entwickeln und begibt sich in die Gruft, um nach Lisabeths vergiftetem Leichnam zu schauen. Doch dieser ist aus seinem Sarkophag verschwunden. Da steht auf einmal die Tote wie ein zum Leben wiedererwachtes Gespenst vor ihm, und Kurt glaubt sich dem Wahnsinn nahe. Nun erscheint auch Helen, alias Mary, jetzt nicht mehr körperlich, sondern tatsächlich in Form eines Gespenstes. In ihrem größten Triumph offenbart sie ihm, dass sie und Lisabeth den Tod der kleinen Schwester nur vorgetäuscht haben, um sich an ihm und den anderen Humboldts zu rächen, ganz so, wie es beider Mutter Adele auf dem Scheiterhaufen prophezeit hat. Mit einem letzten Kuss drängt Helen Kurt ins Innere der großen Figur, wo sich plötzlich Stahlreifen um seinen Körper und über seinen Mund schließen. Er ist völlig bewegungslos. So wird Kurt selbst zur lebensgroßen Puppe und stirbt als menschliches Brandopfer den seelenreinigenden Feuertod. Adeles fürchterliche Weissagung wurde von den Töchtern vollendet, und Rache wurde genommen.

## Produktionsnotizen
Als Hauptdrehort (für die Außen- und auch einige Innenaufnahmen) diente das Castello Massimo in Arsoli. Die italienische Premiere von I lunghi capelli della morte war am 30. Dezember 1964. In Deutschland lief der Streifen nicht im Kino an. Eine deutsche Synchronfassung wurde am 8. September 2023 unter dem Titel Der Todesfluch der brennenden Hexe auf Blu-ray und DVD veröffentlicht.

## Kritiken
Englands Monthly Film Bulletin befand 1967 einerseits, dass der Film „ungleich geschrieben, ungewöhnlich ungeschickt synchronisiert und in der Mitte des Films schrecklich durchhängend“ sei, lobte aber andererseits, dass es sich um eine „angenehm atmosphärische Gothic-Geschichte“ handele.
Video Librarian sah den Film als einen „minder bedeutenden Klassiker des Gothic-Horrors“, der aber „über viele schöne Bilder und eine ominöse Atmosphäre“ verfüge.